# Dietrich Marcuse
Físico alemán de reconocida trayectoria en el campo de la simulación de guías de ondas. Trabajó para prestigiosos laboratorios como lo fueron Siemens-Halske y los laboratorios Bell. Su obra incluye múltiples y renombradas publicaciones, además de la autoría de cinco libros en el campo de las Guías de ondas y la electrónica cuántica.

## Biografía
Dietrich Marcuse nació en Kaliningrado, una ciudad al este de Prusia, Alemania. Recibió el grado Diplom-Physiker de la Universidad Libre de Berlín en 1954 y el doctorado de Ingeniería de la Technische Hochschule en Karlsruhe en 1962. Desde 1954 hasta 1957 trabajó en el Central Laboratory, Siemens and Halske en Berlín. En 1957 hizo parte del personal técnico de los laboratorios Bell en Holmdel, Nueva Jersey y ahí trabajo en guías de onda eléctricas circulares, como también en másers. Es el autor de varios libros en guías de onda y es miembro honorario de la Sociedad Óptica Estadounidense.